# Gang (film 1974)
Gang (Thieves Like Us) è un film del 1974 diretto da Robert Altman, presentato in concorso al 27º Festival di Cannes.

## Trama
I protagonisti sono tre condannati all'ergastolo che riescono a fuggire da un campo di lavoro in un Mississippi rurale anni quaranta per andare a rifugiarsi dai parenti di uno di questi. I tre ricominceranno subito la loro "professione" di criminali, ma diverranno rapidamente vittime della polizia.

## Commento
Gang prende ispirazione dal celebre Gangster Story, che sconvolse la critica qualche anno prima, in quanto il cinema hollywoodiano era ancora sottoposto alle restrizioni del Codice Hays, e che diede vita ad una serie di film a tema, trattanti storie di gangster.
Il film di Altman si differenzia dalla storia dei giovani Bonnie e Clyde principalmente nei personaggi e nel modo con cui viene intesa la seppur simile situazione che viene vissuta: non giovani ragazzi che vivono alla giornata nei tempi della crisi del 1929, ma tre uomini di mezza età, criminali per professione, disillusi, e non più vicini a quei valori tradizionali che erano alla base dei film hollywoodiani del 'genere' nascente. Qui troveremo un'umanità disillusa che affronta questa vita al di fuori della legge con la consapevolezza che è l'unico modo di andare avanti.
Il romanzo Ladri come noi (Thieves Like Us) di Edward Anderson aveva già ispirato Nicholas Ray in La donna del bandito (They Live by Night), film del 1947 con Farley Granger e Cathy O'Donnell. Robert Altman conserva il titolo originale del racconto ma, a differenza di Ray, ne azzera l'elemento romantico e noir legato alla storia d'amore tra Bowie Bowers (Keith Carradine) e Keechie, interpretata da Shelley Duvall.
A dispetto del titolo originale e della collocazione storica nell'America della grande depressione e del New Deal, richiamati da alcuni interventi radiofonici di Franklin Delano Roosevelt, non si può parlare nemmeno di un film di critica sociale e politica, pur nella frequenza dei riferimenti alla rapacità e alla brutalità del sistema (ad esempio la spietata esecuzione del protagonista).
I caratteri del gangster movie sono ignorati. Non vi sono sparatorie né fughe: è ancora una volta la radio a informare Bowie della morte di T-Dub e della cattura di Chickamaw (John Schuck). A casa di Mattie (Louise Fletcher), i membri della Gang giocano coi bambini - indimenticabile il piccolo Rodney Lee che con la faccia annerita col sughero bruciato e una grossa ramazza in mano recita la parte dell'inserviente di colore - a rapinare banche, mentre uno dei tre ne approfitta per mettere le mani addosso alla nipote Lula (Ann Latham).
Sovvertitore dei codici di genere, dunque, Robert Altman. Al centro del suo sguardo da entomologo c'è il confronto tra il caos della Storia e l'individuo, sempre perdente. Le opere dell'uomo (città, case, banche) nel loro disfacimento si appiattiscono, anche cromaticamente (in un viraggio color seppia) sui desolati paesaggi naturali dell'America rurale. Come acutamente osserva Flavio De Bernardinis, la protagonista riuscirà a salvare se stessa e il figlio, solo per non aver resistito al bisogno di Coca-Cola (la cui evidenza simbolica, nel film, è al di là di ogni dubbio) e per questo essere uscita dall'appartamento dove il suo uomo sarà massacrato. La stessa vicenda d'amore tra i due protagonisti, narrata in modo freddo e distaccato, abbisogna del riferimento culturale al Romeo e Giulietta di William Shakespeare, in un adattamento radiofonico trasmesso mentre i due si stanno amando, cui attingere un senso.
L'uscita finale all'aperto, della protagonista con in grembo il figlio avuto dall'amante bandito, perde ogni connotazione ottimista nel movimento al rallentatore della folla che con lei ascende faticosamente la scalinata che porta ai binari, mentre la radio, presenza ossessiva nel film, trasmette un discorso di Roosevelt - la Storia, appunto.